# Podbrzezie Górne
Podbrzezie Górne – wieś w Polsce położona w województwie lubuskim, w powiecie nowosolskim, w gminie Kożuchów.
W latach 1975–1998 miejscowość administracyjnie należała do województwa zielonogórskiego.

## Demografia
Liczba mieszkańców wsi w zależności od roku:
| Rok  | Liczba mieszkańców |
| ---- | ------------------ |
| 1998 | 233                |
| 2002 | 240                |
| 2009 | 227                |
| 2011 | 233                |
| 2021 | 210                |

Od 1998 do 2021 roku liczba mieszkańców miejscowości zmniejszyła się o 9.9%.